# Crocidura malayana
Crocidura malayana је сисар из реда Soricomorpha.

## Угроженост
Ова врста је наведена као последња брига, јер има широко распрострањење и честа је врста.

## Распрострањење
Ареал врсте је ограничен на мањи број држава. 
Врста има станиште у Малезији, Тајланду и Сингапуру.

## Станиште
Станиште врсте су шуме.